# Carmen (Guayama)
Carmen es un barrio ubicado en el municipio de Guayama en el estado libre asociado de Puerto Rico. En el Censo de 2010 tenía una población de 619 habitantes y una densidad poblacional de 103,37 personas por km².

## Geografía
Carmen se encuentra ubicado en las coordenadas 18°2′10″N 66°9′45″O / 18.03611, -66.16250. Según la Oficina del Censo de los Estados Unidos, Carmen tiene una superficie total de 5.99 km², que corresponden a tierra firme.

## Demografía
Según el censo de 2010, había 619 personas residiendo en Carmen. La densidad de población era de 103,37 hab./km². De los 619 habitantes, Carmen estaba compuesto por el 85.62% blancos, el 5.98% eran afroamericanos, el 0.65% eran amerindios, el 4.68% eran de otras razas y el 3.07% pertenecían a dos o más razas. Del total de la población el 99.52% eran hispanos o latinos de cualquier raza.